# Jack Hawksworth
Jack Hawksworth, född 28 februari 1991 i Bradford är en brittisk racerförare.